# Christiane Yao
Christiane Yao là một người vượt rào Côte d'Ivoire đã nghỉ hưu.
Cô đã giành được huy chương bạc trong cuộc đua tiếp sức 4 × 100 mét tại Giải vô địch châu Phi 2002, và cũng đã hoàn thành thứ bảy trong các vượt rào 100 mét cũng như thứ năm (và cuối cùng) trong các vượt rào 400 mét trong cùng một nội dung.